# بوبي جاكسون
بوبي جاكسون (بالإنجليزية: Bobby Jackson)‏ هو مدرب رياضي أمريكي، ولد في 16 فبراير 1940 في فورسيث في الولايات المتحدة.